# Гарцский роллер

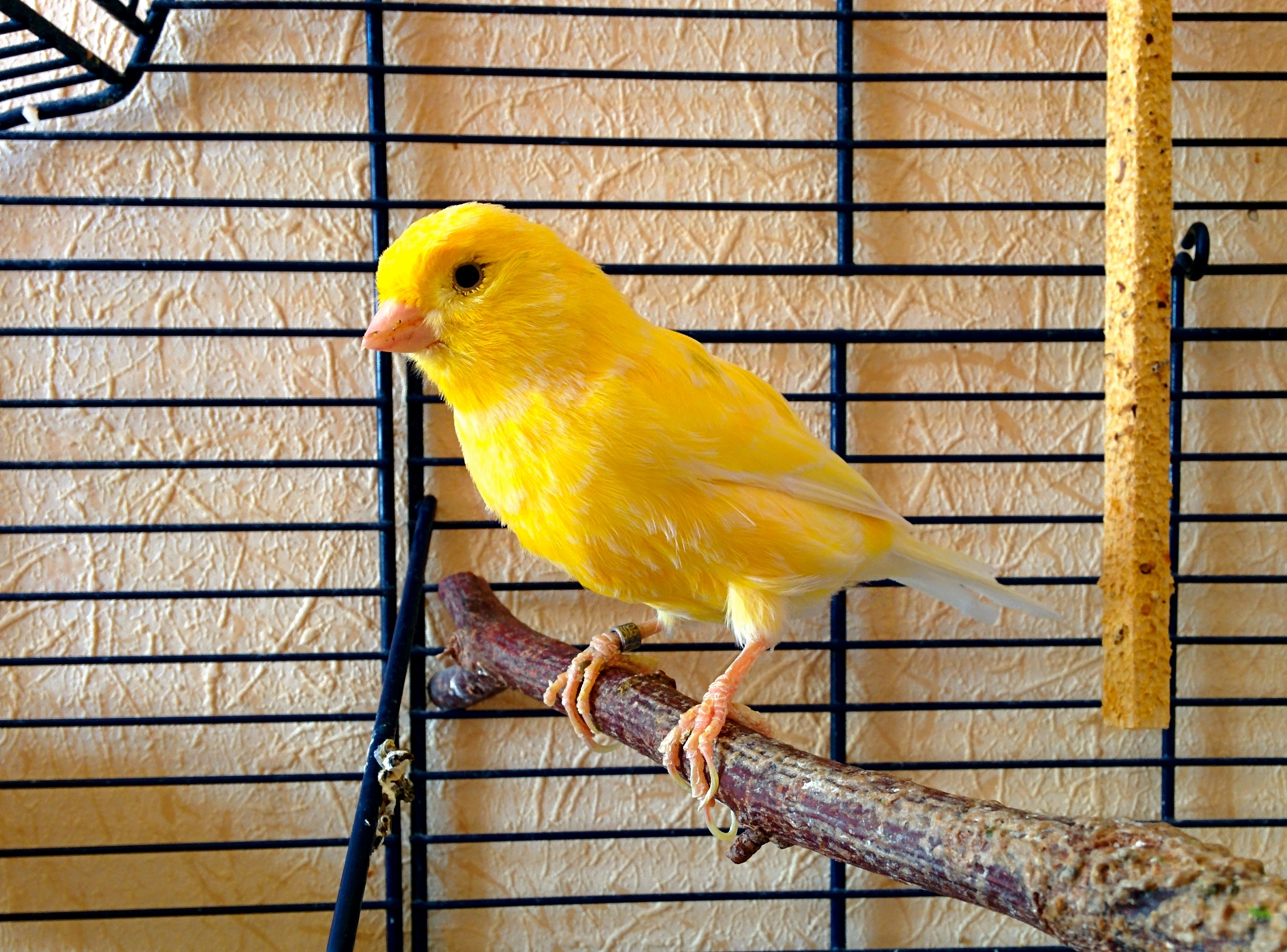

Гарцский роллер — выведенная в Верхнем Гарце порода певчей домашней канарейки. 

## История
Разведение канарейки в Верхнем Гарце между Лаутенталем и Санкт-Андреасбергом достигло к середине XIX века общеевропейской известности. С 2001 года существует музей гарцского роллера в Санкт-Андреасберге.

## Пение
Результатом терпеливого разведения стало очень приятное мелодичное, разнообразное пение, как бы с закрытым клювом. Напев гарцского роллера состоит в основном из четырёх строф (туров): глухого раската, кнорра, свистков и глухого колокольчика. Глухой раскат — самый важный элемент. При этом птица поёт «р», раскатывая в сочетании с гласными звуками «ю», «о» или «у», что звучит тогда, например, как «руруру». К кнорре певец переходит в бас. Особенно здесь ценится глубокое «крруруурру». Глухой колокольчик возникает благодаря «л» в сочетании с гласными звуками. Птица поёт «люлюлю» или «лололо» до глубокого «лулулу» в слегка сокращённой форме. При свистках отчётливо слышны сокращённые мягкие отдельные звуки, в сочетании с «д», что слышится как «ду» или «доу», часто в конце концерта. Если птица во время пения использует «ли», то это называют колокольчиком, если «ри» — раскатами колокольчика. Имеются также так называемые второстепенные туры: клохтание, шокель и журчащий тур.

## Использование птиц в шахтах
Разведение этой популярной породы канарейки, как и строительство для них клеток, было важным побочным заработком для шахтёров. В частности, во второй половине XIX века был бум канароводства. Несмотря на широко распространённую легенду, выведенные птицы не использовались в шахтах в качестве показателя уровня кислорода, так как они были слишком дороги для этого. Для этой цели шахтёры Гарца использовали пойманных диких птиц.